# 2raumwohnung
2raumwohnung is een Duits popduo.
De band werd opgericht in 2000 in Berlijn. De leden van de band zijn zangeres Inga Humpe en pianist Tommi Eckart.
Het duo werd gevormd toen Humpe en Eckart samen het nummer Wir trafen uns in einem Garten maakten voor de Oost-Duitse sigarettenproducent Cabinet. Het nummer werd een hit in Duitsland en moedigde de twee aan om meer nummers samen te maken. 2raumwohnung heeft een contract bij het platenlabel it.sounds.

## Discografie
| Jaar | Titel                               | Charts | Charts | Charts | Album                             |
| Jaar | Titel                               | DE     | AT     | CH     | Album                             |
| ---- | ----------------------------------- | ------ | ------ | ------ | --------------------------------- |
| 2000 | Wir trafen uns in einem Garten      | 90     | −      | −      | Kommt zusammen                    |
| 2001 | Nimm mich mit - Das Abenteuer Liebe | 82     | 70     | −      | Kommt zusammen                    |
| 2002 | 2 von Millionen von Sternen         | 95     | −      | −      | Kommt zusammen                    |
| 2002 | Ich und Elaine                      | 58     | −      | −      | In wirklich                       |
| 2003 | Freie Liebe                         | 91     | −      | −      | In wirklich                       |
| 2004 | Spiel mit                           | 39     | −      | −      | Es wird Morgen                    |
| 2004 | Wir sind die Anderen                | 72     | −      | −      | Es wird Morgen                    |
| 2005 | Sasha (Sex Secret)                  | 96     | −      | −      | Es wird Morgen                    |
| 2007 | Besser geht’s nicht                 | 28     | 58     | 81     | 36 Grad                           |
| 2007 | 36 Grad                             | 22     | −      | 17     | 36 Grad                           |
| 2007 | Mir kann nichts passieren           | −      | −      | −      | 36 Grad                           |
| 2008 | 36 Grad (feat. Rhythms del Mundo)   | 28     | 30     | −      | Rhythms del Mundo – Cubano Alemán |
| 2009 | Wir werden sehen                    | 43     | −      | 37     | Lasso                             |
| 2009 | Der letzte Abend auf der Welt       |        |        |        | Lasso                             |